# Encomium Emmae Reginae
L'Encomium Emmae Reginae o Gesta Cnutonis Regis és un encomi del segle xi que honora la reina Emma de Normandia. L'obra va ser escrita l'any 1041 o 1042, probablement per un monjo flamenc.

## Manuscrits
Fins a l'any 2008 es creia que l'obra havia sobreviscut en un únic manuscrit, possiblement l'original enviat a la pròpia o reina o una reproducció d'aquesta, per la quantitat d'il·lustracions del manuscrit. Un full del manuscrit es va perdre, però el text va sobreviure en còpies posteriors. Tanmateix, es va trobar un segon manuscrit a la biblioteca d'Hug de Courtenay (18º comte de Devon) però es creu que és una compilació de l'any 1043, dos anys després del primer manuscrit. S'amplia el contingut amb detall, reflectint l'auge en la figura i successió d'Eduard el Confessor de forma positiva, personatge que l'altre manuscrit només el menciona de forma molt breu.

## Precedents
L'Encomium va ser escrit com a resposta a la delicada situació política del moment a la cort d'Anglaterra. Hardecanut, fill d'Emma i del rei viking Canut II de Dinamarca, era el rei d'Anglaterra. L'any 1041, Hardecanut convida el seu germanastre Eduard a tornar al país i governar com al seu corregent, després del seu exili a Normandia. La presència del rei i d'un pretendent al tron era un motiu d'inestabilitat, especialment quan Alfred Aetheling (germà d'Eduard) havia estat traït. Per tant, el manuscrit sembla estar enfocat directament a la figura d'ambdós nobles, incidint en un missatge sobre passat i futur. L'encomi és una obra molt parcial i selectiva, un encàrrec de la mateixa reina per honorar-se a ella mateixa i al seu fill Hardecanut, de la forma més honorable possible: glosa tímidament el matrimoni d'Emma amb Etelred l'Indecís, i afirma que Harold Harefoot (fill de Canut II de Dinamarca i de la seva primera esposa Aelfgifu Aelfhelmsdotter) era efectivament el fill de Canut i el culpa de la mort d'Alfred Aetheling.
Al marge de tots els comentaris, l'Encomium és una font primària molt important de la història d'Anglaterra i Escandinàvia.

## Autor
Encara que no apareix el nom de l'autor, ell mateix escriu una nota sobre la reina, amb qui es mostra agraït, i s'identifica com a monjo de Sant Bertí o Sant Omer. Afirma que va escriure l'obra per encàrrec especial d'Emma.

## Contingut
L'Encomium es divideix en tres llibres. El primer se centra en el rei Svend I de Dinamarca i la conquesta d'Anglaterra. El segon llibre tracta sobre Canut II de Dinamarca i el seu fill, la reconquesta d'Anglaterra, el matrimoni amb Emma i el període de govern; i el tercer cita la mort de Canut, els problemes d'Emma durant el regnat de Harold Harefoot i l'ascensió al tron dels seus fills, Hardecanut i Eduard el Confessor.

## Estil
La forma i estil del text es troba influenciat pels autors clàssics. Virgili i la seva Eneida se cita expressament a la carta preliminar, i es detecten influències de Sal·lusti, Lucà, Ovidi, Horaci, Juvenal i Lucreci.